# Pierre Thiolon
Pierre Michel Louis Thiolon (París, 17 de enero de 1927 – April 2014) es un exjugador de baloncesto francés. Consiguió dos medallas en competiciones internacionales con Francia.